# Cylindilla makiharai
Cylindilla makiharai är en skalbaggsart som beskrevs av Hasegawa 1992. Cylindilla makiharai ingår i släktet Cylindilla och familjen långhorningar. Inga underarter finns listade i Catalogue of Life.